# Élections générales albertaines de 2015
Les élections générales albertaines de 2015, les 29e de cette province, ont lieu le 5 mai 2015 afin d'élire la 29e législature de l'Assemblée législative de l'Alberta.
L'élection a lieu à la demande du premier ministre progressiste-conservateur Jim Prentice, qui a succédé à Alison Redford le 6 septembre 2014.
À l'issue du scrutin, les progressistes-conservateurs — au pouvoir en Alberta depuis 1971 — sont lourdement défaits : ils terminent troisième derrière le NPD, qui forme un gouvernement en Alberta pour la première fois avec la première ministre Rachel Notley, et le Parti Wildrose qui forme l'opposition officielle.

## Assemblée législative sortante
| Parti | Parti                     | Chef                  | Sièges  | Sièges   |
| Parti | Parti                     | Chef                  | 2012    | Sortants |
| ----- | ------------------------- | --------------------- | ------- | -------- |
|       | Progressiste-conservateur | Jim Prentice          | 61      | 70       |
|       | Wildrose                  | Brian Jean            | 17      | 5        |
|       | Libéral                   | David Swann (interim) | 5       | 5        |
|       | NPD                       | Rachel Notley         | 4       | 4        |
|       | Indépendant               | Indépendant           | —       | 1        |
|       | Vacants                   | Vacants               | Vacants | 2        |
| Total | Total                     | Total                 | 87      | 87       |

## Résultats provinciaux
| 54  | 21       | 9  | 1   | 1  | 1 |
| NPD | Wildrose | PC | LIB | PA | * |

| Parti | Parti              | Chef                | # de candidats | Sièges | Sièges      | Sièges | Sièges | Voix      | Voix     | Voix    |  |
| Parti | Parti              | Chef                | # de candidats | 2012   | Dissolution | Élus   | Diff.  | #         | %        | % Diff. |  |
| ----- | ------------------ | ------------------- | -------------- | ------ | ----------- | ------ | ------ | --------- | -------- | ------- |  |
|       | NPD                | Rachel Notley       | 87             | 4      | 4           | 54     | +50    | 603 459   | 40,59 %  | +30,77  |  |
|       | Wildrose           | Brian Jean          | 86             | 17     | 5           | 21     | +16    | 360 124   | 24,22 %  | -10,07  |  |
|       | PC                 | Jim Prentice        | 87             | 61     | 70          | 9      | -61    | 412 958   | 27,77 %  | -16,18  |  |
|       | Libéral            | David Swann         | 56             | 5      | 5           | 1      | -4     | 62 171    | 4,18 %   | -5,71   |  |
|       | Alberta            | Greg Clark (en)     | 36             | 0      | 0           | 1      | +1     | 33 867    | 2,28 %   | +0,95   |  |
|       | Vert               | Janet Keeping       | 24             | 0      | 0           | 0      | =      | 7 321     | 0,49 %   | +0,01   |  |
|       | Indépendant        | Indépendant         | 15             | 0      | 1           | 0      | -1     | 5 916     | 0,40 %   | +0,13   |  |
|       | Crédit social      | Len Skowronski (en) | 6              | 0      | 0           | 0      | =      | 832       | 0,06 %   | +0,04   |  |
|       | Communiste         | Naomi Rankin        | 2              | 0      | 0           | 0      | =      | 181       | 0,01 %   | -0,01   |  |
|       | Alberta First (en) | Bart Hampton        | 1              | 0      | 0           | 0      | =      | 72        | < 0,01 % | -       |  |
|       | Vacant             | Vacant              | Vacant         | Vacant | 2           | 1      |        |           |          |         |  |
| Total | Total              | Total               | 400            | 87     | 87          | 87     | -      | 1 486 901 | 100,00 % |         |  |

## Résultats par circonscription
| Gagnant(e) | Gagnant(e)              | Parti    | Circonscription                    | Sortant(e) | Sortant(e)           |
| ---------- | ----------------------- | -------- | ---------------------------------- | ---------- | -------------------- |
|            | Angela Pitt             | Wildrose | Airdrie                            |            | Rob Anderson¹ ³      |
|            | Colin Piquette          | NPD      | Athabasca-Sturgeon-Redwater        |            | Jeff Johnston        |
|            | Cam Westhead            | NPD      | Banff-Cochrane                     |            | Ron Casey            |
|            | Glenn van Dijken        | Wildrose | Barrhead-Morinville-Westlock       |            | Maureen Kubinec      |
|            | Wes Taylor              | Wildrose | Battle River-Wainwright            |            | Vacant               |
|            | Scott Cyr               | Wildrose | Bonnyville-Cold Lake               |            | Genia Leskiw¹        |
|            | Brandy Payne            | NPD      | Calgary-Acadia                     |            | Jonathan Denis       |
|            | Deborah Drever          | NPD      | Calgary-Bow                        |            | Alana DeLong¹        |
|            | Kathleen Ganley         | NPD      | Calgary-Buffalo                    |            | Kent Hehr¹           |
|            | Jamie Kleinsteuber      | NPD      | Calgary-Collines-du-nord           |            | Theresa Woo-Paw      |
|            | Ricardo Miranda         | NPD      | Calgary-Cross                      |            | Yvonne Fritz¹        |
|            | Brian Malkinson         | NPD      | Calgary-Currie                     |            | Christine Cusanelli  |
|            | Greg Clark              | Alberta  | Calgary-Elbow                      |            | Gordon Dirks         |
|            | Robyn Luff              | NPD      | Calgary-Est                        |            | Moe Amery            |
|            | Richard Gotfried        | PC       | Calgary-Fish Creek                 |            | Heather Forsyth¹     |
|            | Jim Prentice            | PC       | Calgary-Foothills                  |            | Jim Prentice         |
|            | Joe Ceci                | NPD      | Calgary-Fort                       |            | Wayne Cao¹           |
|            | Anam Kazim              | NPD      | Calgary-Glenmore                   |            | Linda Johnson        |
|            | Manmeet Bhullar         | PC       | Calgary-Greenway                   |            | Manmeet Bhullar      |
|            | Ric McIver              | PC       | Calgary-Hays                       |            | Ric McIver           |
|            | Michael Connolly        | NPD      | Calgary-Hawkwood                   |            | Jason Luan           |
|            | Craig Coolahan          | NPD      | Calgary-Klein                      |            | Kyle Fawcett         |
|            | Dave Rodney             | NPD      | Calgary-Lougheed                   |            | Dave Rodney          |
|            | Karen McPherson         | NPD      | Calgary-Mackay-Nose Hill           |            | Neil Brown           |
|            | Irfan Sabir             | NPD      | Calgary-McCall                     |            | Darshan Kang¹        |
|            | David Swann             | Libéral  | Calgary-Mountain View              |            | David Swann          |
|            | Sandra Jansen           | PC       | Calgary-Nord-Ouest                 |            | Sandre Jansen        |
|            | Mike Ellis              | PC       | Calgary-Ouest                      |            | Mike Ellis           |
|            | Graham Sucha            | NPD      | Calgary-Shaw                       |            | Jeff Wilson³         |
|            | Rick Fraser             | PC       | Calgary-Sud-Est                    |            | Rick Fraser          |
|            | Stephanie McLean        | NPD      | Calgary-Varsity                    |            | Donna Kennedy-Glans¹ |
|            | Grant Hunter            | Wildrose | Cardston-Taber-Warner              |            | Gary Bikman² ³       |
|            | Leela Aheer             | Wildrose | Chestermere-Rocky View             |            | Bruce McAllister³    |
|            | Drew Barnes             | Wildrose | Cypress-Medicine Hat               |            | Drew Barnes          |
|            | Mark Smith              | Wildrose | Drayton Valley-Devon               |            | Diana McQueen        |
|            | Rick Strankman          | Wildrose | Drumheller-Stettler                |            | Rick Strankman       |
|            | Margaret McCuaig-Boyd   | NPD      | Dunvegan-Central Peace-Notley      |            | Hector Goudreau¹     |
|            | Deron Bilous            | NPD      | Edmonton-Beverly-Clareview         |            | Deron Bilous         |
|            | David Eggen             | NPD      | Edmonton-Calder                    |            | David Eggen          |
|            | Nicole Goehring         | NPD      | Edmonton-Castle Downs              |            | Thomas Lukaszuk      |
|            | David Shepherd          | NPD      | Edmonton-Centre                    |            | Laurie Blakeman      |
|            | Chris Nielsen           | NPD      | Edmonton-Decore                    |            | Janice Sarich        |
|            | Rod Loyola              | NPD      | Edmonton-Ellerslie                 |            | Naresh Bhardwaj²     |
|            | Sarah Hoffman           | NPD      | Edmonton-Glenora                   |            | Heather Klimchuk     |
|            | Marlin Schmidt          | NPD      | Edmonton-Gold Bar                  |            | David Dorward        |
|            | Brian Mason             | NPD      | Edmonton-Highlands-Norwood         |            | Brian Mason          |
|            | Heather Sweet           | NPD      | Edmonton-Manning                   |            | Peter Sandhu²        |
|            | Lorne Dach              | NPD      | Edmonton-McClung                   |            | David Xiao           |
|            | Jon Carson              | NPD      | Edmonton-Meadowlark                |            | Raj Sherman¹         |
|            | Denise Woollard         | NPD      | Edmonton-Mill Creek                |            | Gene Zwozdesky       |
|            | Christina Gray          | NPD      | Edmonton-Mill Woods                |            | Sohail Quadri        |
|            | Lori Sigurdson          | NPD      | Edmonton-Riverview                 |            | Steve Young          |
|            | Richard Feehan          | NPD      | Edmonton-Rutherford                |            | Fred Horne¹          |
|            | Rachel Notley           | NPD      | Edmonton-Strathcona                |            | Rachel Notley        |
|            | Thomas Dang             | NPD      | Edmonton-Sud-Ouest                 |            | Matt Jeneroux        |
|            | Bob Turner              | NPD      | Edmonton-Whitemud                  |            | Stephen Mandel       |
|            | Brian Jean              | Wildrose | Fort McMurray-Conklin              |            | Don Scott            |
|            | Tany Yao                | Wildrose | Fort McMurray-Wood Buffalo         |            | Mike Allen           |
|            | Jessica Littlewood      | NPD      | Fort Saskatchewan-Vegreville       |            | Jacquie Fenske       |
|            | Todd Loewen             | Wildrose | Grande Prairie-Smoky               |            | Everett McDonald     |
|            | Wayne Drysdale          | PC       | Grande Prairie-Wapiti              |            | Wayne Drysdale       |
|            | Wayne Anderson          | Wildrose | Highwood                           |            | Danielle Smith² ³    |
|            | Don MacIntyre           | Wildrose | Innisfail-Sylvan Lake              |            | Kerry Towle³         |
|            | Dave Hanson             | Wildrose | Lac La Biche-Saint-Paul-Two Hills  |            | Shayne Saskiw¹       |
|            | Ron Orr                 | Wildrose | Lacombe-Ponoka                     |            | Rod Fox² ³           |
|            | Shaye Anderson          | NPD      | Leduc-Beaumont                     |            | George Rogers        |
|            | Maria Fitzpatrick       | NPD      | Lethbridge-Est                     |            | Bridget Pastoor¹     |
|            | Shannon Phillips        | NPD      | Lethbridge-Ouest                   |            | Greg Weadick         |
|            | Dave Schneider          | Wildrose | Little Bow                         |            | Ian Donovan³         |
|            | Pat Stier               | Wildrose | Livingstone-Macleod                |            | Pat Stier            |
|            | Bob Wanner              | NPD      | Medicine Hat                       |            | Blake Pedersen³      |
|            | Nathan Cooper           | Wildrose | Olds-Didsbury-Three Hills          |            | Bruce Rowe¹ ³        |
|            | Danielle Larivee        | NPD      | Petit Lac des Esclaves             |            | Pearl Calahasen      |
|            | Kim Schreiner           | NPD      | Red Deer-Nord                      |            | Mary Anne Jablonski¹ |
|            | Barb Miller             | NPD      | Red Deer-Sud                       |            | Cal Dallas¹          |
|            | Jason Nixon             | Wildrose | Rimbey-Rocky Mountain House-Sundre |            | Joe Anglin² ³        |
|            | Debbie Jabbour          | NPD      | Rivière-la-Paix                    |            | Frank Oberle         |
|            | Marie Renaud            | NPD      | Saint-Albert                       |            | Stephen Khan         |
|            | Annie McKitrick         | NPD      | Sherwood Park                      |            | Cathy Olesen         |
|            | Trevor Horne            | NPD      | Spruce Grove-Saint-Albert          |            | Vacant               |
|            | Erin Babcock            | NPD      | Stony Plain                        |            | Ken Lemke            |
|            | Estefania Cortes-Vargas | NPD      | Strathcona-Sherwood Park           |            | Dave Quest           |
|            | Derek Fildebrandt       | Wildrose | Strathmore-Brooks                  |            | Jason Hale¹ ³        |
|            | Richard Starke          | PC       | Vermilion-Lloydminster             |            | Richard Starke       |
|            | Eric Rosendahl          | NPD      | Yellowhead-Ouest                   |            | Robin Campbell       |
|            | Bruce Hinkley           | NPD      | Wetaskiwin-Camrose                 |            | Verlyn Olson         |
|            | Oneil Carlier           | NPD      | Whitecourt-Sainte-Anne             |            | Geroge VanderBurg    |

¹N'a pas contesté ces élections.
²N'a pas gagné sa nomination des PC.
³Élu(e) sur la bannière du Wildrose.